# Margareta Veroni
Margareta Veroni, née en 1954 à Carrare dans la région de la Toscane, est une mannequin et actrice italienne, lauréate du concours Miss Italie en 1973.

## Biographie
Née à Carrare dans la région de la Toscane en 1954, elle participe à l'élection de Miss Italie à Vibo Valentia en 1973 et est couronnée. C'est la seconde miss Italie de cette région, après Rossana Martini en 1946. Après son sacre, elle choisit de reprendre ses études.
En 1985, elle joue un unique rôle au cinéma en incarnant une domestique dans le drame Labbra di lurido blu de Giulio Petroni.

## Filmographie

### Au cinéma
- 1985 : Labbra di lurido blu de Giulio Petroni

## Prix et distinctions
- Miss Italie 1973.

## Source
- (it) Roberto Poppi et Mario Pecorari, Dizionario del cinema italiano. I film : dal 1970 a 1979, Rome, Gremesse, 2009, 643 p. (ISBN 978-88-7605-593-5 et 88-7605-593-2)